# Retrato de Tango
Retrato de Tango è un libro di poesie di Davide Cavuti, edito nel 2003 da Artango.

## Trama
Il libro è composto da quattro capitoli, El Tango, Buenos Aires, El Amor, Destierros.
I testi del libro sono inseriti in alcuni spettacoli teatrali diretti da Davide Cavuti quali  Vuelvo al amor con Alessandro Haber, “La donna vestita di sole” con Caterina Vertova  e “La ballata dell’arte” con Michele Placido.

## Edizioni
- Davide Cavuti, Retrato de Tango, Artango, 2003,  p. 122.